# Arcadie (grupo)
Arcadie es el nombre de un grupo homófilo francés, creado en 1954 y disuelto en 1982. Fueron los editores de la revista del mismo nombre, Arcadie.

## Creación y fines
El grupo fue fundado en 1954 por André Baudry a partir de su revista Arcadie. Deseaba promover la homofilia, el amor del igual, no a través de la sexualidad, sino como un lazo afectivo entre dos hombres. Para Baudry se trataba de, gracias a una actitud discreta, reservada y casta, de ganar la honorabilidad y respetabilidad, y así ganar la tolerancia de la sociedad. El nombre de Arcadie proviene del nombre francés de la Arcadia, la región de la Grecia antigua célebre por su vida armoniosa.
Antiguo seminarista, Baudry quiso también ayudar a los homosexuales, reuniéndolos para luchar contra la soledad y ayudándoles a obtener una mejor autoestima. Reivindicó el derecho a la indiferencia, en cuanto a que los homosexuales eran dignos y respetables, «ciudadanos como los demás».

## Club privado
A partir de los abonados de la revista, el grupo de 20 a 40 abonados creció. Baudry creó entonces el «Club littéraire et scientifique des pays latins» (Clespala) en 1957. Este club privado no estaba abierto más que a personas mayores de edad y se exigía el abono a la revista. Tenía un local con una sala de conferencias y, a partir de 1958, se organizaba un banquete todos los años. Baudry consiguió obtener la autorización para organizar un baile, que tuvieron lugar a partir de 1969 los fines de semana en un antiguo cine que compró.
Baudry además daba soporte moral y a veces financiero a los miembros del club. Vigilado por la policía, Baudry imponía un comportamiento sin tacha en las reuniones y banquetes, llegando a invitar a las fuerzas del orden.

## Éxito y declive
Durante la década de 1960, Arcadie era la única revista homosexual. Pero a partir de Mayo del 68, los homosexuales comenzaron a tener otras reivindicaciones, creándose el Front homosexuel d'action révolutionnaire en 1971. Sin embargo, el grupo y la revista se benefician de una buena imagen y André Baudry es invitado a hablar en la televisión, en el programa «Dossiers de l'écran» en 1975.
Renombró la asociación como «Mouvement homophile de France» en 1979 e invitó a un gran congreso a numerosos intelectuales simpatizantes, como Michel Foucault, Robert Merle o Paul Veyne.
Pasado de moda y perdida su influencia frente a las reivindicaciones del Movimiento de liberación LGBT, Arcadie desapareció en 1982. Su fundador, ya en los sesenta, se consideraba escandalizado por las provocaciones de los homosexuales militantes y se sentía inútil. Muy criticado en la década de 1970, la asociación no tuvo mucha influencia en la opinión pública y no contribuyó a la visibilidad de los homosexuales. Sin embargo, permitió la existencia de una expresión, aunque mesurada, de un grupo de homosexuales en la década de 1950 en Francia.